# Eremosparton aphyllum
Eremosparton aphyllum là một loài thực vật có hoa trong họ Đậu. Loài này được (Pall.) Fisch. & C.A.Mey. miêu tả khoa học đầu tiên.